# 4Story
4Story es un videojuego MMORPG de la empresa alemana de videojuegos Gameforge, que distribuye otros videojuegos del género tales como metin 2 o Nostale.
El videojuego comparte similitudes con el ya conocido World Of Warcraft, dentro de él se distingue variedades y modos de juego diferentes aunque guardando cierto parecido a los videojuegos MMORPG. Entre estos parecidos podemos destacar: Misiones en solitario o en compañía, guerras, eventos de zonas especiales con recompensas, mazmorras,  formación de comunidades dentro del mismo llamados "Gremios" (Guilds, en inglés)  o incluso explorar sus inmensos paisajes y zonas en un mundo de 3 reinos y 36 regiones distintas, quedando aún regiones cerradas que serán anunciadas en próximas actualizaciones. Aunque el juego no tiene un fin específico, el mismo ya establece que son llegar hasta el nivel máximo que aumenta con cada actualización, conseguir logros y popularidad.

## Jugabilidad

### El comienzo del juego
Como en otros MMORPGs, los jugadores controlan un personaje (avatar) dentro de un mundo en una vista de tercera persona (con la opción de jugar en primera persona) explorando el entorno, luchando contra varios monstruos y jugadores, completando misiones e interactuando con personajes no jugables (NPCs) u otros jugadores. En común con muchos otros MMORPGs, 4Story ofrece la posibilidad de que el jugador pague por contenidos extras, ofreciéndole ciertas ventajas sobre los jugadores que no paguen como herramientas para mejorar el equipo o aumento de los atributos. 
Para entrar en el juego, los jugadores deben seleccionar un servidor. En la versión española actualmente nos encontramos con tres servidores; Lapiris, Xhadra y Kalinor, que están diseñados con la finalidad de que el juego no se sobrecargue haciendo que los jugadores se puedan distribuir.
Cada jugador puede crear múltiples personajes en un servidor solo con una cuenta, pero solo jugar con uno a la vez. Con la misma función en los servidores, cada uno tiene cinco canales, con la diferencia de que cada vez se puede jugar en un canal distinto sin que haya ningún problema, aunque normalmente los jugadores se suelen concentrar en el canal uno. Aparte hay ciertas zonas (Ocho en total) en las que los canales no tienen efecto y por lo tanto los jugadores de los cinco canales se encuentran juntos en esos lugares.
Para crear un nuevo personaje en armonía con el argumento de 4story, los jugadores empiezan en el reino neutral de Gor, al llegar en este a nivel 9 deben escoger entre dos reinos enemigos, Derion o Valorian, los personajes de reinos oponentes no pueden realizar ningún tipo de comercio excepto si se encuentran los dos en Gor, pero los miembros del mismo reino pueden hablar, mandar mensajes, formar grupos y compartir gremios, aunque si es posible que se pueda comerciar y hablar entre reinos en determinadas zonas de la capital de Gor, Tebekut. El jugador selecciona la raza (Especie) de su personaje como por ejemplo: Humanos, Hadas o Felinos y los jugadores deben también seleccionar la clase para el personaje, con varias opciones disponible como magos, guerreros, sacerdotes, conjuradores, corredores de la sombra y arqueros. Las diferentes razas destacan en unas clases más que en otras, de manera que, puedes elegir entre: Felino (Más vida y resistencia), Hada (Más poder mágico) o Humano (Es una raza estándar, combina fuerza y poder pero en menor proporción). Aun así, cualquier raza es perfectamente valida para cualquier clase.
Conforme los personajes evolucionan, van ganando habilidades, permitiendo al jugador definir más al personaje (PNJ). Todo personaje cuenta con una barra de experiencia, el cual acumula puntos conforme el jugador completa misiones o combate contra otros personajes o monstruos, en el momento que la barra de experiencia llega al límite el personaje gana un nivel, en 4story "Rise of Dragons" cada personaje puede ascender del nivel 1 al 140. Además los personajes pueden formar (A partir de nivel 20) o unirse (cualquier nivel) a un gremio permitiéndoles comunicarse de una manera más fácil, compartiendo fuerzas, un almacén y la posibilidad de conquistar un castillo durante una semana para poder fabricar objetos especiales. 
Gran parte de 4story consiste en realizar misiones que son recibidas de los NPCs. Las misiones normalmente recompensan al jugador con puntos de experiencia, objetos y/o dinero del juego. Además a través de las misiones se cuenta gran parte de la historia del juego. Conforme se aumentan niveles y se completan misiones, se llega a nuevas localizaciones. Los jugadores pueden usar portales para moverse de un lugar a otro. Aunque el juego permanece razonablemente similar de un día a otro. Existen distintos eventos del mundo real que tienen reflejo en el juego como Halloween o Navidad (Que lo hacen variar). 
Existen una serie de servicios disponibles para los personajes mientras están en los pueblos o ciudades. En cada ciudad importante existe un banquero para depositar objetos. Cada personaje tiene acceso a su área personal en el banco con la opción de comprar espacios adicionales usando dinero del juego. Adicionalmente, existen almacenes del gremio para poder ser usado por miembros de esta con las restricciones que haya impuesto el líder del gremio. También existe una casa de subastas para que los personajes puedan comprar y vender objetos a la manera de sencilla. También son el único lugar donde se pueden abrir o enviar cartas. Cuando un personaje muere, se convierte en un fantasma en un altar cercano a donde haya muerto. Los personajes pueden ser resucitados por otros que tenga las habilidades necesarias o pueden resucitarse a sí mismos desplazándose desde el altar hasta el lugar donde hayan muerto. Cuando un personaje muere, el equipo se degrada, siendo necesario usar dinero del juego para repararlo. Si no es posible llegar al cuerpo se puede usar un NPC especial llamado "Monje de Kaos" para resucitar en el altar. Cuando el "Monje de Kaos" resucita a un personaje los objetos equipados se degradan y el personaje permanece durante un tiempo debilitado. Esta "dolencia de resurrección" ocurre y la degradación en los objetos también pero es menor si se resucita cerca del cuerpo o si es resucitado por otro jugador.

### Coliseo
Desde la capital, los jugadores de cada reino podrán acceder el primer sábado de cada mes al coliseo. Los jugadores podrán ser espectadores de los combates en uno de los tres niveles de gradas, el más alejado cuesta 100 bronce s, el medio 100 plata y el cercano más caro, 800 plata. Cualquier espectador tiene derecho a apostar los ganadores de cada categoría, dependiendo de lo que haya pagado por su grada, recibirá más o menos en caso de ganar. Las categorías son por clases (Se recibe el título por un mes de avatar del dios de la clase en la que compita) y una de grupo 
Los ganadores reciben un arma +27. La inscripción se debe realizar con antelación comprando un documento especial al mismísimo rey de cada reino, que se te será entregado por cierta cantidad de puntos bonus.

## La guerra de los Reinos

### Gremios
Los gremios son comunidades de 1 a 100 jugadores (miembros), liderado por un maestro del gremio que puede tener hasta 2 representantes, y dar rangos a sus miembros.
El gremio cuenta para tener más experiencia del juego e ir a la conquista diaria que se produce en el Servidor 1 a las 20:30 (Horario Español) y en el Servidor 2 a las 21:30 (Horario Español).
Los gremios también pueden asaltar castillos y obtener los beneficios de tener el control de uno (posibilidad de hacer piedras, collares especiales...)
Un gremio necesita subir de nivel para poder dar la cualificación de mercenario a personas que no son del gremio.

### Conquista
Diariamente se realiza una conquista ( la hora varía según el servidor ) en la que en las cuatro provincias de conquista pueden ser tomadas las fortalezas que hay allí. En esta zona no afectan los canales. Las fortalezas están protegidas por NPCs agresivos del reino que tenga la fortaleza en ese momento. Aparte también hay patrullas de NPCs agresivos que al igual que las de las fortalezas pertenecen al reino que posea la fortaleza más cercana. A la conquista puede acceder cualquier jugador. Conquistar una fortaleza es un trabajo arduo, a la hora de conquista las dos puertas que tiene cada fortaleza se cierran, y en el centro mismo de la fortaleza aparece el un poderoso NPC con forma de dragón al que hay que matar para obtener el control de la fortaleza. El papel de los defensores es proteger al Patrón hasta que finalice la conquista, y el de los atacantes acabar con él. Para ello deben acabar con los NPCs agresivos que se encuentran delante de cada una de las dos puertas para que se abran y poder penetrar en la fortaleza, seguidamente acabar con los defensores que se interpongan en su camino y acabar con el patrón del área, entonces la fortaleza será suya. 
Las ventajas de conquistar una fortaleza son los premios que reciben todos los miembros del gremio que conquiste la fortaleza, el poder usar todos los NPCs que se encuentren en la fortaleza, ya sean comerciantes o ``repartidores de misiones´´ y los puntos recibidos para poder participar el los asedios de los castillos el domingo.

### Asedio de los castillos
El gremio que conquiste una fortaleza recibe 10 puntos, y el que la defienda ( con éxito ) 11. Al final de la semana los gremios que tengan más puntos se enfrentarán el domingo por el dominio de alguno de los cinco castillos. A este tipo de guerra especial solo pueden acceder los gremios que más puntos obtengan durante la semana y cada gremio optará al castillo de la zona en que haya obtenido los puntos. Los gremios pueden poseer los castillos durante una semana ( al cabo de la semana se celebrará un nuevo asedio ). Las ventajas que tiene un gremio de poseer un castillo es que solo sus miembros pueden crear dentro del castillo unos objetos especiales únicos. 
Los gremios defensores de los castillos pueden contratar un máximo de 20 jugadores mercenarios, y varios NPCs ( soldados y catapultas ) para la mejor defensa del castillo.
Las funciones de los jugadores son distintas dependiendo sus clases:

## Clases

### Conjuradores
Misteriosos y tenebrosos, los conjuradores dominan a las criaturas de las tinieblas.
- Luchador de larga distancia, causante de daño
- Invoca a criaturas y ataca con ellas
- Armas: Varitas, varas mágicas y ganthas
- Armaduras: Armaduras de cuero y de cuero duro

Como aprendices de Endendros, el dios de la Tierra, poseen la habilidad única de abrir portales a otras dimensiones con el fin de invocar a poderosas criaturas que permanezcan a su lado durante la batalla o que incluso los curen. Es debido a estos seres que los conjuradores representan un peligroso enemigo. Por lo demás, respaldan a los de su grupo con la ayuda de cristales y hechizos debilitantes y detienen a los enemigos.
Equipamiento: utilizan varitas, varas mágicas y ganthas y llevan armaduras de cuero y cuero duro.

### Arqueros
La sonrisa de su diosa Lapiris confiere a los arqueros fuerza y precisión.
- Luchador de larga distancia, causante de daño, ágil y flexible
- Armas: Arcos, ballestas, puñales, espadas de una mano y espadas a dos manos
- Armaduras: Armaduras de cota de malla y de cuero duro

Son ágiles luchadores de larga distancia que manejan con maestría el arco y la flecha y que, gracias a su pulso firme, mantienen la cabeza fría hasta en las situaciones más críticas. Sin embargo, tampoco se les puede subestimar en la lucha cuerpo a cuerpo, ya que pueden eludir con gran habilidad los ataques del enemigo.
Equipamiento: para moverse con agilidad llevan únicamente armaduras de cuero duro o de malla. Además del arco y la flecha, utilizan ballestas, puñales, espadas de una mano y espadas a dos manos.

### Guerreros
- Luchador cuerpo a cuerpo, bloqueador resistente y causante de daño, es capaz de dejar fuera de combate a sus enemigos
- Armas: Espadas de una mano, espadas a dos manos, hachas, ballestas y arcos
- Armaduras: Armaduras de cota de malla, armaduras de placa y escudos

Son combatientes sumamente hábiles y ágiles. Durante sus temidas acometidas derriban a sus enemigos sirviéndose de poderosos ataques cuerpo a cuerpo. Pueden encajar fuertes golpes sin ningún problema y son capaces de vencer los peligrosos ataques de sus enemigos gracias a una perfecta técnica de defensa.
Los guerreros defensivos pueden atraer a sus adversarios y resistir los ataques físicos con ayuda de su armadura de placas y sus escudos. Los guerreos ofensivos, en cambio, causan grandes daños con sus armas a dos manos.
Equipamiento: los guerreros cuentan con un enorme arsenal que se compone de espadas de una mano, espadas a dos manos, hachas, ballestas y arcos. Pueden llevar armaduras de placas o de malla y utilizar todo tipo de escudos.

### Magos
- Luchador de larga distancia, causante de daño vulnerable
- Magia de fuego, hielo y rayo, puede dejar fuera de combate a sus adversarios
- Armas: Varitas, varas mágicas y ganthas
- Armaduras: Armaduras de tela y armaduras ligeras

En el pasado, Pauldron, dios del trueno, les enseñó a elevarse sobre las fronteras de lo concebible y a transformar el misterioso maná en poderosa magia. Los magos lanzan hechizos de ataque explosivos, provocan desastrosos daños en el área y producen una magia capaz de causar heridas durante un periodo de tiempo.
Su débil armadura y su poco aguante los hace muy vulnerables frente a los ataques, por eso deben actuar con cautela. Desarrollan sus habilidades al máximo en el grupo o contra otros jugadores, sobre todo si otros magos de encuentran a su lado.
Equipamiento: los magos luchan a distancia y llevan armaduras de tela o armaduras ligeras. Sacan energía adicional de varitas, varas mágicas y ganthas.

### Sacerdotes
- Luchador de larga distancia, sanador y protector
- Buenos en el juego en grupo
- Armas: Varitas, varas mágicas y ganthas
- Armaduras: Armaduras de tela y armaduras ligeras

Hace mucho tiempo, Rekamies regaló a los sacerdotes el don de proteger y curar a sus aliados. En los momentos de adversidad representan, a menudo, la última esperanza para los combatientes. Los sacerdotes dominan, además, la magia destructiva, con la que se defienden de sus adversarios y causan granden daños. Debido a sus habilidades, se les podría considerar ángeles de la guarda y mensajeros de la muerte por igual.
Como sacerdotes de la oscuridad ciegan a sus enemigos o se convierten en inofensivas ardillas para, así, reducir el número de atacantes. Mediante sacrificios y predicciones fortalecen y curan a sus aliados, o los resucitan en caso de haber muerto.
Equipamiento: varitas, varas mágicas y ganthas les confieren fuerza adicional. Como protección llevan armaduras de tela o armaduras ligeras.

### Corredores de la sombra
- Luchador de cuerpo a cuerpo, causante de daño fuerte
- Puede ocultarse y dejar a sus adversarios fuera de combate
- Armas: Arcos, ballestas, chakrams, puñales y espadas de una mano
- Armaduras: Armaduras de cuero y de cuero duro

Son rápidos, fríos y calculadores. No son en nada inferiores a su patrón Pendatron, dios de la oscuridad. Pueden adentrarse en lo más profundo de una región enemiga, atacar a sus víctimas sin ser vistos y retirarse de nuevo a las sombras.
No obstante, cuando son descubiertos, sus habilidades resultan poco eficaces. Se comportan del mismo modo cuando están a una mayor distancia del enemigo.
Equipamiento: llevan armaduras de cuero o de cuero duro y por eso no están tan bien protegidos como los guerreros. Los chakrams y los puñales, junto con las espadas de una mano, las ballestas y los arcos conforman sus armas preferidas.

## Historia del Origen de Iberian

### La Creación (Alrededor del año 3000 a. Blonead)
Antes del origen de los tiempos no había división entre el cielo y la tierra o la luz y la oscuridad. Solo existía un vacío insondable sin principio ni fin. Aquí aparecieron los dos primeros dioses: Leya y Bergelius.
Leya encarnaba la Creación y garantizaba la vida y la armonía. Bergelius,por el contrario, gobernaba la Nada. Orgulloso y desconfiado, se esforzó por no compartir su poder con nadie. La enemistad entre Leya y Bergelius creció y creció hasta verse envueltos en una intensa batalla. Bergelius derrotó a la diosa y la tomó prisionera.
Creó una oscuridad impenetrable, fría y cubierta por las sombras. Sin embargo, Leya todavía no había perdido las esperanzas. Con las fuerzas que le quedaban creó la alternancia entre la claridad y la oscuridad, lo que más tarde se conocería como el día y la noche. Al mismo tiempo, dio origen a los elementos clásicos de toda forma de vida: tierra, agua, aire y fuego.
Dotó al mundo de continentes repletos de una exuberante vegetación y pobló la idílica tierra y las aguas con numerosos y diferentes seres. A uno de esos continentes le dio el nombre de Andaron, la actual Iberian, y llamó Mu a sus primeros habitantes inteligentes. Dado que Leya se encontraba cautiva y no podía defender ella misma lo que había creado, encargó esa tarea a ocho dioses protectores a los que ella dio vida.
Bergelius se enteró demasiado tarde de la obra creadora de Leya. Lleno de rencor debido a su descuido, encargó a su leal sirviente, Parakelius, destruir Andaron lo antes posible. Parakelius se reunió con sus esbirros en ese pacífico mundo. Una sombría niebla cubrió la Tierra y se extendió el miedo. Traicionero, Parakelius atrajo al pueblo de los Mu hacia el poder de las sombras. Se había acabado con la paz de Andaron. 
Los ocho dioses protectores enviaron un gran diluvio con el fin de acabar con el mal y salvar a Andaron. Eso hizo que desapareciera de la tierra casi todo signo de vida. Algunos de los sobrevivientes huyeron a la isla Britron, en la costa oeste de Iberian.
Sin embargo, la influencia que había ejercido el mal sobre ellos permaneció inquebrantable: en la aislamiento de la isla fueron muchos los que acabaron convirtiéndose en horribles bestias. Parakelius hizo uso de su poder y transformó a los habitantes de Britron en monstruos, de los que más tarde surgirían los guerreros Rahu.

### La colonización (alrededor del año 3000 a. Blonead - 0)
En el mundo creado por Leya vivían diversos pueblos que se encontraban esparcidos por todos los continentes. Bergelius se había alzado en Andaron como señor de los Rahu y dominó esa tierra con tiranía.
Cuenta la leyenda que creó al dragón Kameria, una bestia que escupe fuego y propaga el miedo. Junto con demonios negros alados recorría las tierras matando a todo aquel que no pudiera escapar a tiempo. Poblados enteros fueron devastados de esta manera. Atrás tan solo dejaban ruinas, los únicos recuerdos de sus antiguos moradores.
Expulsados de sus hogares y amenazados por hordas de saqueadores, fueron muchos los que debieron huir para salvar su vida. En simples barcas y, en ocasiones, incluso a nado, los despojados cruzaron los océanos y llegaron finalmente a Andaron tras un largo y agotador viaje. Los que llegaron a la costa sin vida fueron enterrados en Dragonrod. Todavía hoy permanece allí el Relicario de los muertos, un monumento que, desde hace mucho tiempo, recuerda esos tiempos olvidados..
Con el paso del tiempo se establecieron en Andaron cuatro grandes clanes: elfos, hadas, felinos y humanos. Los supervivientes del pueblo aborigen, que no se habían dejado atraer por Parakelius, recibían el nombre de clan Mu.
Con el tiempo, los elfos de Andaron se convirtieron en seres incorpóreos. Conocidos como clan Bon Tuna, permanecen, hasta hoy, ligados a sus tradiciones y detestan cualquier tipo de cambio.
Las hadas fundaron el clan Mirhur. Son pequeñas, amables y muy inteligentes. Nadie debería infravalorarlas, ya que dominan el arte de la magia a la perfección.
Dos siglos después, los seres del pueblo de los Neved se unieron al clan Mirhur. Hoy se les conoce como felinos y a ellos y a las hadas todavía les une una profunda amistad.
El clan Parholn lo formaron los humanos supervivientes. No tardaron en acostumbrarse a su nueva patria y poco a poco fueron colonizando Andaron. Son ambiciosos y versátiles, pero su esperanza de vida es más corta que la de los demás pobladores.
Las diferentes tradiciones y formas de vida dieron lugar a un ambiente de tensión que derivó en una guerra. Esta duró poco, dado que los clanes consideraron que solo serían capaces de sobrevivir en Andaron si convivían juntos y en paz.
Los Rahu urdieron en secreto los planes para una invasión, formaron un temible ejército y se abalanzaron sobre Andaron. Al unir sus fuerzas, los clanes estaban en condiciones de vencer a los Rahu y forzar su retirada.
En medio del fragor de la batalla, la poderosa espada Krawendyn cayó en manos de los soldados de Andaron. Esta arma había sido forjada antaño por las fuerzas oscuras y por temor a las sombras que parecían emanar de ella, los soldados se la entregaron al comandante de las fuerzas armadas. Este la escondió en un lugar seguro; sin embargo, el aura funesta de la espada ya había envenenado el corazón de los humanos y sembrado la discordia entre los pueblos. Una vez más, la paz derivó en guerra.
Los ocho dioses protectores se dirigieron de inmediato junto a Leya y le relataron lo ocurrido. La diosa descubrió entonces con espanto aquello en lo que se había convertido su entonces pacífica creación. Decidió enviar a los dioses protectores a Andaron con el fin de expulsar a Parakelius del mundo para siempre. Primero destruyeron la espada y una vez el poder de Krawendyn hubo desaparecido, pudieron poner fin a la guerra de los pueblos.
Sin embargo, los Rahu no admitieron su derrota. De forma totalmente inesperada asolaron regiones enteras. Tras duros combates de enorme crueldad, los dioses protectores intervinieron de nuevo y enviaron, por segunda vez, un asolador diluvio que por poco acaba con toda forma de vida. Los pocos que lograron sobrevivir estuvieron vagando durante mucho tiempo por todo el continente.
La Tierra tardó siglos en recuperarse. No obstante, el mal no había sido expulsado del mundo por completo y volvió a extender sus garras.

### La nueva cronología (0 - 85 d. Blonead)
La reina Blid Blonead fundó Iberian, un reino unido formado por todos los clanes, y anunció con ello el comienzo de una nueva era.
El primer periodo estuvo marcado por duras batallas por la supervivencia del día a día. Algunos nómadas se establecieron como granjeros, pero cultivar los campos no era tarea fácil, dado que las semillas rara vez brotaban en la asolada tierra. Los ataques de criaturas salvajes, que vagaban por el continente en busca de alimento, estaban a la orden del día.
Sin embargo, y a pesar de todas las desgracias, el joven reino gozaba cada vez de más poder. Los iberianos aprendieron técnicas de lucha ancestrales para poder defenderse mejor. Finalmente, desterraron a la mayor parte de las criaturas a regiones aisladas y devolvieron así la paz al reino.
De pequeños pueblos surgieron florecientes ciudades y se exploraron y colonizaron nuevos territorios. Sin embargo, la prosperidad de Iberian acarreó dificultades inesperadas: continuas luchas por el territorio que acababan convirtiéndose en conflictos armados. La reina tenía que tomar el control.
Tras largas deliberaciones con sus más íntimos confidentes, dividió el territorio y estableció las fronteras de Iberian. Ardir, Tibered y Tarat fueron las primeras regiones que se constituyeron. Se trataba de enclaves estratégicos situados en el centro del continente que debían defenderse de los continuos asedios.
Los crueles Rahu invadieron Iberian una vez más y asolaron casi todo el continente en la batalla de Ardir. La lucha entre el bien y el mal se desató de nuevo: por un lado se encontraba la fuerza de la creación, que desde hacía miles de años se ocupaba de mantener la paz en el mundo. Por otro lado se alzaban los ejércitos de Bergelius, que se empeñaban en hacerse con el poder e instaurar un reinado del terror.
En las filas de Ardir luchaba Arian Horus, un valiente caballero. Tras numerosas combates, de los que salió vencedor, fue derrotado en una larga y agotadora batalla y apenas pudo poner a los heridos a salvo.
Pese a todo, no se dio por vencido y reunió a nuevas tropas bajo sus órdenes. Finalmente, en Tarat, guio a los iberianos hacia una victoria triunfal en la que muchos de los jefes enemigos perdieron la vida. Los Rahu que sobrevivieron también fueron expulsados. Sin embargo, tanto la reina como el héroe de guerra Arian Horus desaparecieron después de repente sin dejar rastro.

### El tiempo de guerra (85 d. Blonead - hoy)
La reina Blid Blonead y Arian Horus seguían desaparecidos, era como si los hubiese tragado la tierra. Dado que no había ningún heredero al trono, el poder se repartió entre los cuatro confidentes más íntimos de la reina: Ruard Lopesa, Neban Maha, Edgar Seher y Uma Plutak.
Los hombres no tardaron en enzarzarse en nuevas disputas por el poder y pronto comenzaron a urdir intrigas los unos contra los otros. La población sufría con dureza los eternos conflictos y la creciente tiranía. Edgar Seher no fue capaz de seguir soportando estos enfrentamientos y partió hacia el sur de Iberian. Allí fundó junto con sus hombres más leales una ciudad sagrada.
El ambiente en el que se vivía también cambió bruscamente y a raíz del descontento general estalló una verdadera rebelión. Bajo el reinado de Armin de Remperd los rebeldes se organizaron y ocuparon la ciudad de Lezina. Sin embargo, el ejército del rey consiguió cercarlos en el centro de la ciudad.
Los rebeldes resistieron durante un largo tiempo, a pesar, incluso, de un corte de suministros. El asedio tuvo un final sangriento: protegidos por el manto de la oscuridad, el ejército del rey llegó al centro de la ciudad y arremetió contra los sublevados. Asesinaron a 20.000 rebeldes. La masacre pasó a la historia con el nombre de "Noche de la luna negra". Se cuenta que el desaparecido héroe de guerra Arian Horus también tomó parte en el baño de sangre. Armin de Remperd pudo huir.
Unos años más tarde, Ruard Lopesa logró dividir Iberian haciendo uso de hábiles artimañas. Reivindicó para sí Derion, en el oeste. Valorian, al este, fue asignado a Neban Maha. De la ciudad sagrada del sur surgió el reino de Gor, que sería gobernado por Tristan.
Ruard Lopesa se convirtió en un soberano poderoso. Significaba más para él su poder que el bienestar del pueblo. Neban Maha, por el contrario, se preocupaba por las necesidades sus súbditos, valoraba al mismo tiempo la disciplina y formó un ejército rigurosamente organizado.
Sin embargo, el reparto de Iberian no acabó con la lucha por el poder de los hombres. Ambos gobernantes se proclamaban emperadores y siempre acababa estallando el conflicto armado entre Derion y Valorian. Gor, por su parte, siempre se mantenía neutral. El rey Tristan estaba especialmente interesado en el comercio y aprovisionaba a los reinos enemigos de la misma cantidad de alimentos y armas.
Un día, Ruard envió a algunos de sus hombres a Valorian con el fin de recaudar los impuestos a la población. La tensión se agravó cuando Neban Maha apresó a toda la delegación y dejó que los decapitasen. Este suceso condujo a la guerra a ambos reinos. Para financiar su ejército, Neban Maha subió los impuestos en Valorian.
Las tropas de Ruard emprendieron el ataque contra la capital del reino enemigo. Al principio, la acometida parecía tener éxito, pero los atacantes no estaban en condiciones de tomar el castillo tras el que se atrincheraban los soldados de Valorian. Suspenden entonces el asedio y ambos gobernantes firman un armisticio.
Convencido de que Gor había apoyado a Derion en secreto, Neban Maha atacó el reino del sur. Muchos campesinos pudieron escapar a tiempo y buscaron refugio en las ciudades.
El rey Tristan confirmó una vez más su neutralidad, por lo que las tropas valorianas volvieron a retirarse de Gor. Escandalizado por el ataque que había sufrido su tierra, Tristan también comenzó a formar su propio y combativo ejército.
Entre Derion y Valorian todavía reinaba el armisticio, pero la enemistad entre ambos reinos perduraba. Por este motivo, los gobernantes decidieron separar sus territorios por medio de una frontera fortificada y poner fin al comercio entre ambos. Gor sería el único reino con el que negociarían.
No habían pasado dos años cuando unas disputas fronterizas derivaron en la segunda gran guerra entre Derion y Valorian. De nuevo, ninguno de los dos reinos se podía proclamar vencedor.
No fue sino hasta después de numerosas batallas que llegaron ambos gobernantes a una tregua y el comercio floreció otra vez: Valorian se especializaba en alimentos, materias primas naturales y herramientas; mientras que en Derion se producían, sobre todo, armas reforzadas mediante la magia y pociones mágicas.
La paz se mantiene desde hace algunos años, pero es frágil. Ambos gobernantes aprovechan el tiempo para reclutar nuevas tropas y todo indica que la próxima guerra es inminente...

## Reinos

### Valorian
Neban Maha gobierna la antigua provincia del oeste, fuertemente militarizada. Los Muros y las torres de vigilancia son parte del paisaje. Todavía hoy se percibe que la región fue un baluarte contra los Rahu.
Bina, la provincia del sur, es vigilada con recelo, ya que antaño se sublevó contra Valorian y comenzó una guerra. Además, se teme en todo momento que el enemigo, Derion, invada esta región.
Valorian intenta organizar un ejército fuerte que no se caracterice por su magia sino por su disciplina y dureza.

### Derion
Derion, donde reina el emperador Ruad Lopesa, se apoya en la magia y la alquimia para asegurar su poder. El territorio, azotado por la guerra en múltiples ocasiones, se recupera con lentitud. Los caballeros de la magia dirigen el ejército del desconfiado soberano.
Sin embargo, aunque Ruad invierta en la investigación de la magia y la alquimia y las incentive, la guerra contra Valorian puede estallar de nuevo en cualquier momento.

### Gor
Edgar Seher fundó en la región de Pandeon, en el sur, una ciudad sagrada que se convertiría en el centro del imperio de Gor. Es el reino del comercio y la agricultura.
Aquí gobierna el rey Tristan, quien, mediante la neutralidad, intenta mantener la paz, pero que durante la primera guerra apoyó al reino de Valorian contra Derion. Como reacción ante el ataque vengativo de Derion, Gor construyó la calle Arian para separarse de sus dos enemigos.
En la segunda guerra Gor atacó de nuevo y obligó a las otras partes a poner fin a los enfrentamientos.

## Razas

### Humanos
Los humanos, conocidos antiguamente como clan Parholn, fueron los últimos refugiados que llegaron a Iberian durante la gran colonización.
En comparación con las otras razas, tienen una esperanza de vida corta; sin embargo, desarrollaron una enorme ambición y una habilidad extraordinaria en el manejo de herramientas de todo tipo. Gracias a su creatividad y numerosos desarrollos técnicos se convirtieron en una sólida fuerza en Iberian y pudieron deshacerse de su reputación de pueblo débil.
Además de contar con una increíble capacidad de adaptación, los humanos se caracterizan por su elevada inteligencia, su gran fuerza y una resistencia considerable contra cualquier forma de magia.

### Felinos
Los felinos pertenecen al antiguo pueblo de los Neved. Cuando llegaron a Iberian enseguida trabaron amistad con las hadas. Desde entonces comparten ambos pueblos su sabiduría y viven en paz todos juntos.
Los felinos están muy unidos a la naturaleza y son, por este motivo, los protectores de la tierra y los vientos. Trabajan continuamente con el fin de mejorar su técnica de combate y poder mental y para poder completar sus misiones de manera adecuada. Los miembros de esta raza son magníficos luchadores de cuerpo a cuerpo, poseen mucha fuerza y un increíble aguante.

### Hadas
Las hadas, también conocidos como Mirhur, fueron el segundo pueblo en llegar a Iberian con la oleada de refugiados y se establecieron aquí.
Pronto entablaron amistad con los felinos. Desde entonces, ambos pueblos se protegen mutuamente. Las Mirhur son una raza sociable que cuentan con unos poderes mentales insuperables. Ellas trajeron la magia y los espíritus a Iberian y conservan los conocimientos relativos a las fórmulas mágicas ancestrales.
Gracias a su extraordinaria inteligencia y a su sabiduría, las hadas poseen poderes mágicos increíbles. De entre todos los pueblos, son ellas las que tienen un mayor contacto con el mundo de los espíritus.